# Glastonbury Festival
 (septembre 2020).
Si vous disposez d'ouvrages ou d'articles de référence ou si vous connaissez des sites web de qualité traitant du thème abordé ici, merci de compléter l'article en donnant les références utiles à sa vérifiabilité et en les liant à la section « Notes et références ».
Le festival de Glastonbury, appelé officiellement Glastonbury Festival of Contemporary Performing Arts, est un des plus grands festivals de musique et d'art du spectacle du monde. Le festival, se tenant en Angleterre, est largement connu pour sa musique pop hippie et musique classique, mais on y trouve également de la danse, de la comédie, du théâtre, du cirque, du cabaret. En 2005, le terrain du festival s'étendait sur une superficie de 3,6 km2 et le festival proposait 385 spectacles. En 2005, 150 000 festivaliers y ont assisté. En 2023, plus de 1 478 spectacles répartis sur 183 scènes ont été proposés aux 210 000 festivaliers du 21 au 25 juin.

## Histoire
Le premier festival a lieu le 19 septembre 1970, sous le nom de « Pilton Festival », auquel ont assisté 1 500 festivaliers, puis en 1971, sous le nom « Glastonbury Fayre ». Ce dernier concert a donné lieu à un film de Peter Neal en 1972 dans lequel apparaissent Traffic, Melanie, Arthur Brown et Fairport Convention.
Il y a eu d'autres festivals en 1978, 1979, et chaque année depuis 1981, sauf 1988, 1991, 1996, 2001, 2006 et 2018 afin de laisser reposer le sol (puisque la terre est utilisée pour une ferme le reste du temps). En 2012, le festival ne s'est pas tenu pour une raison différente : le manque de policiers à cause des Jeux olympiques de Londres. Les éditions 2020 et 2021 ont été annulées à cause de la pandémie de Covid-19.
En 2007, les conditions météorologiques exceptionnellement froides et humides ont provoqué le syndrome du pied de tranchée chez plusieurs festivaliers.

## Programmations

### Années 1970
| Édition | Année | Dates        | Participants | Têtes d'affiche               | Prix du ticket |
| ------- | ----- | ------------ | ------------ | ----------------------------- | -------------- |
| 1       | 1970  | 19 septembre | 1 500        | T. Rex (remplaçait The Kinks) | 1 £            |
| 2       | 1971  | 20–24 juin   | 12 000       | David Bowie                   | Gratuit        |
| 3       | 1978  | 28–8 juin    | 500          | Aucun                         | N/A            |
| 4       | 1979  | 21–23 juin   | 12 000       | Tim Blake, Peter Gabriel      | 5 £            |

### Années 1980
| Édition               | Année | Dates      | Participants | Têtes d'affiche                                    | Concerts marquants            | Prix du ticket |
| --------------------- | ----- | ---------- | ------------ | -------------------------------------------------- | ----------------------------- | -------------- |
| 5                     | 1981  | 19–21 juin | 18 000       | Hawkwind, New Order                                |                               | 8 £            |
| 6                     | 1982  | 18–20 juin | 25 000       | Van Morrison, Jackson Browne                       | U2 prévus, mais annulés.      | 8 £            |
| 7                     | 1983  | 17–19 juin | 30 000       | Curtis Mayfield, UB40                              |                               | 12 £           |
| 8                     | 1984  | 22–24 juin | 30 000       | The Smiths, Weather Report, Black Uhuru            | Elvis Costello, The Waterboys | 13 £           |
| 9                     | 1985  | 21–23 juin | 40 000       | Echo & The Bunnymen, Joe Cocker, The Boomtown Rats | The Style Council             | 16 £           |
| 10                    | 1986  | 20–22 juin | 60 000       | The Cure, The Psychedelic Furs, Level 42           | Simply Red, Madness           | 17 £           |
| 11                    | 1987  | 19–21 juin | 60 000       | Elvis Costello, Van Morrison, The Communards       | New Order                     | 21 £           |
| Pas d'édition en 1988 |       |            |              |                                                    |                               |                |
| 12                    | 1989  | 16–18 juin | 65 000       | Elvis Costello, Van Morrison, Suzanne Vega         | Pixies                        | 28 £           |

### Années 1990
| Édition               | Année | Dates      | Participants | Têtes d'affiche                                                                   | Concerts marquants                                           | Prix du ticket |
| --------------------- | ----- | ---------- | ------------ | --------------------------------------------------------------------------------- | ------------------------------------------------------------ | -------------- |
| 13                    | 1990  | 22–24 juin | 70 000       | The Cure, Happy Mondays, Sinéad O'Connor                                          | Archaos                                                      | 38 £           |
| Pas d'édition en 1991 |       |            |              |                                                                                   |                                                              |                |
| 14                    | 1992  | 26–28 juin | 70 000       | Carter USM, Shakespears Sister, Youssou N'Dour                                    | Lou Reed, Blur, Primal Scream, Morrissey prévu, mais annulé. | 49 £           |
| 15                    | 1993  | 25–27 juin | 80 000       | The Black Crowes, Christy Moore, Lenny Kravitz (remplaçait Red Hot Chili Peppers) | The Velvet Underground, Primal Scream                        | 58 £           |
| 16                    | 1994  | 24–26 juin | 80 000       | The Levellers, Elvis Costello, Peter Gabriel                                      | Johnny Cash, Björk, Radiohead, Blur, Oasis, Pulp             | 59 £           |
| 17                    | 1995  | 23–25 juin | 80 000       | Oasis, Pulp (remplaçait The Stone Roses), The Cure                                | Jeff Buckley, The Prodigy, PJ Harvey                         | 65 £           |
| Pas d'édition en 1996 |       |            |              |                                                                                   |                                                              |                |
| 18                    | 1997  | 27–29 juin | 90 000       | Radiohead, The Prodigy, Ash (remplaçait Steve Winwood)                            | The Smashing Pumpkins, Sting, Neil Young prévu, mais annulé. | 75 £           |
| 19                    | 1998  | 26–28 juin | 100 500      | Primal Scream, Blur, Pulp                                                         | Bob Dylan, Robbie Williams, Foo Fighters, Tony Bennett       | 80 £           |
| 20                    | 1999  | 25–27 juin | 100 500      | R.E.M., Manic Street Preachers, Skunk Anansie                                     | Muse, Ash, Blondie, Coldplay                                 | 83 £           |

### Années 2000
| Édition               | Année | Dates      | Participants | Têtes d'affiche                                                       | Concerts marquants                                                  | Prix du ticket |
| --------------------- | ----- | ---------- | ------------ | --------------------------------------------------------------------- | ------------------------------------------------------------------- | -------------- |
| 21                    | 2000  | 23–25 juin | 100 000      | David Bowie, Travis, The Chemical Brothers                            | Muse, Coldplay, Cypress Hill                                        | 87 £           |
| Pas d'édition en 2001 |       |            |              |                                                                       |                                                                     |                |
| 22                    | 2002  | 28–30 juin | 140 000      | Coldplay, Rod Stewart, Manu Chao                                      | The White Stripes, Roger Waters, Isaac Hayes                        | 97 £           |
| 23                    | 2003  | 27–29 juin | 150 000      | R.E.M., Radiohead, Moby                                               | Manic Street Preachers, The Flaming Lips                            | 105 £          |
| 24                    | 2004  | 25–27 juin | 150 000      | Paul McCartney, Oasis, Muse                                           | James Brown, Kings Of Leon, Morrissey                               | 112 £          |
| 25                    | 2005  | 24–26 juin | 153 000      | The White Stripes, Coldplay, Basement Jaxx (remplaçait Kylie Minogue) | The Killers, New Order, Primal Scream, Elvis Costello, Brian Wilson | 125 £          |
| 26                    | 2007  | 22–24 juin | 135 000      | Arctic Monkeys, The Killers, The Who                                  | Arcade Fire, Björk, Shirley Bassey, Amy Winehouse, Mika, Adele      | 145 £          |
| 27                    | 2008  | 27–29 juin | 134 000      | Kings Of Leon, Jay-Z, The Verve                                       | Leonard Cohen, Neil Diamond, Amy Winehouse                          | 155 £          |
| 28                    | 2009  | 26–28 juin | 135 000      | Neil Young, Bruce Springsteen, Blur                                   | Bloc Party, The Prodigy, The Specials, Lady Gaga, Madness           | 175 £          |

### Années 2010

#### 2010

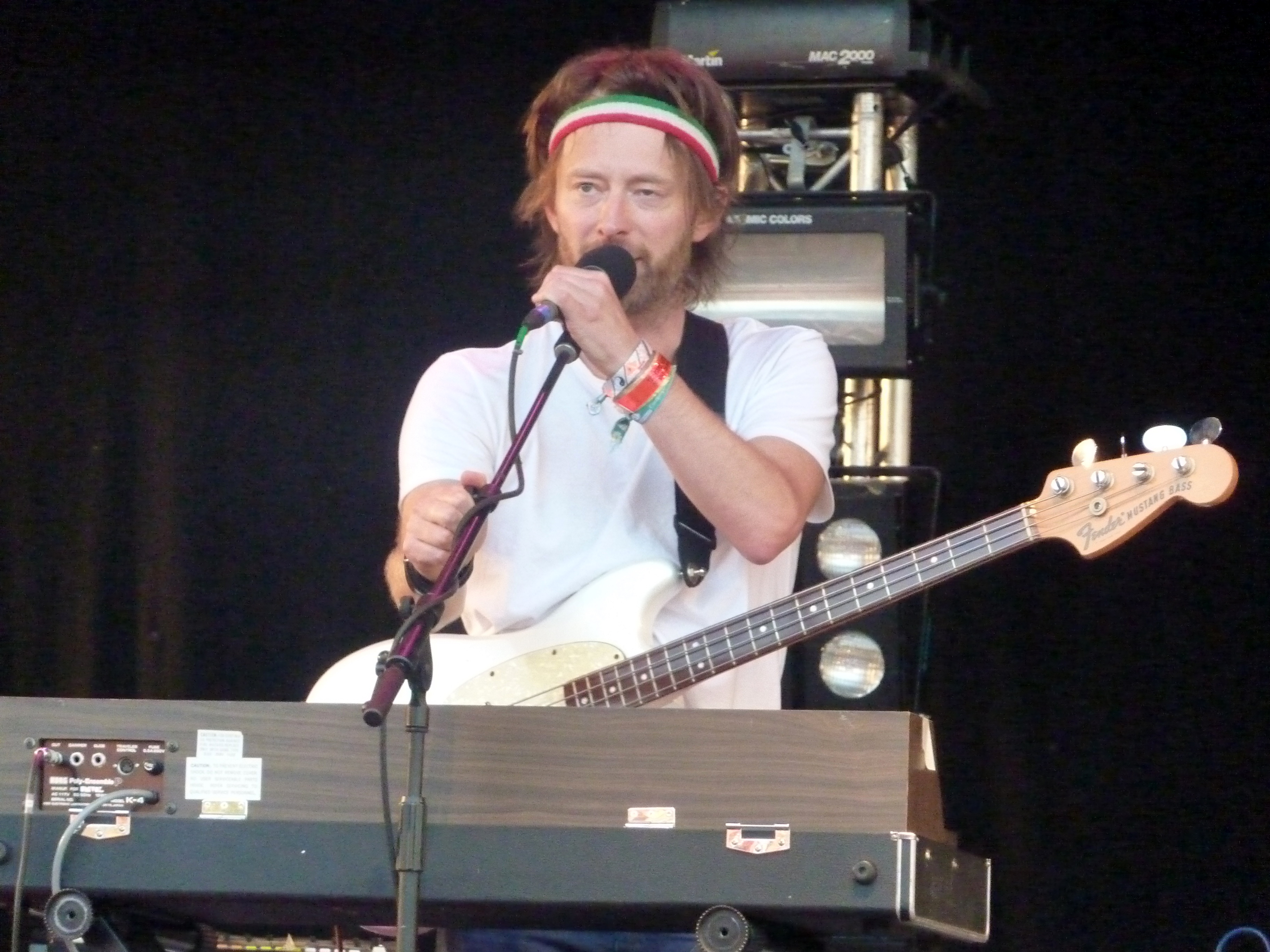
Thom Yorke, Glastonbury Festival, 2010

La 29e édition a eu lieu du 25 au 27 juin. Elle accueille 135 000 festivaliers Le prix du ticket est de 185 £.
Programmation :
- Gorillaz (remplaçait U2), Muse, Stevie Wonder, Faithless, The Flaming Lips, Kylie Minogue, Ray Davies, Thom Yorke (concert secret), Shakira

#### 2011
La 30e édition a eu lieu du 24 au 26 juin. Elle accueille 135 000 festivaliers Le prix du ticket est de 195 £.
Programmation :
- U2, Coldplay, Beyoncé, Radiohead (concert secret), Pulp (concert secret), BB King, The Chemical Brothers, Mumford & Sons, Primal Scream, Kool and the Gang, Wu-Tang Clan, Paul Simon, Master Musicians of Joujouka (en)[7]

#### 2012
Pas d'édition en 2012.

#### 2013
La 31e édition a eu lieu du 28 au 30 juin. Elle accueille 135 000 festivaliers Le prix du ticket est de 205 £.
Programmation :
- Arctic Monkeys, The Rolling Stones, Mumford & Sons, Jake Bugg, Primal Scream, Vampire Weekend, The Vaccines, Kenny Rogers, Beady Eye, Tame Impala, Portishead, Skrillex (concert secret)

#### 2014
La 32e édition a eu lieu du 27 au 29 juin. Elle accueille 135 000 festivaliers Le prix du ticket est de 210 £.
Programmation :
| Vendredi           | Samedi        | Dimanche                 |
| ------------------ | ------------- | ------------------------ |
| Arcade Fire        | Metallica     | Kasabian                 |
| Elbow              | Jack White    | The Black Keys           |
| Lily Allen         | Robert Plant  | Ed Sheeran               |
| Rudimental         | Lana Del Rey  | Dolly Parton             |
| De La Soul         | Kelis         | The 1975                 |
| Rodrigo y Gabriela | Angel Haze    | Toumani & Sidiki Diabaté |
| The War on Drugs   | Nitin Sawhney | Caro Emerald             |
| Turtle Island      | Nick Mulvey   | English National Ballet  |

| Vendredi          | Samedi                 | Dimanche            |
| ----------------- | ---------------------- | ------------------- |
| Skrillex          | Jake Bugg              | Massive Attack      |
| Paolo Nutini      | Pixies                 | Ellie Goulding      |
| Interpol          | Manic Street Preachers | Bombay Bicycle Club |
| Foster the People | Imagine Dragons        | The Horrors         |
| Haim              | Kodaline               | Sam Smith           |
| Band of Horses    | Warpaint               | White Lies          |
| John Newman       | Midlake                | Lucy Rose           |
| Blondie           | Circa Waves            | The Subways         |
| TBA               | Jake Isaac             | Bajofondo           |

- Special Guests, Disclosure, M.I.A., Bryan Ferry, Richie Hawtin, Goldfrapp, London Grammar, MGMT, Jurassic 5, Dexys, Above & Beyond, Bonobo, The Wailers, Wilko Johnson, James Blake, Gorgon City (en), Metronomy, Tinariwen, Chvrches, Little Dragon, Seun Kuti & Egypt 80, Mogwai, Royal Blood, John Grant, Annie Mac (en), Lil' Louis, Daptone Super Soul Revue, Chromeo, Four Tet, ESG, The Sun Ra Arkestra (en), François Kevorkian, Parquet Courts, Danny Brown, Crystal Fighters, DJ Pierre, Chance The Rapper, MNEK, Temples, Phosphorescent, Connan Mockasin, Public Service Broadcasting, Courtney Barnett, Gorgon City, Wolf Alice, Radiophonic Workshop, Suzanne Vega, Tune-Yards, Jagwar Ma, Eats Everything, Jamie xx, Ms. Dynamite, Breach, Chlöe Howl

#### 2015

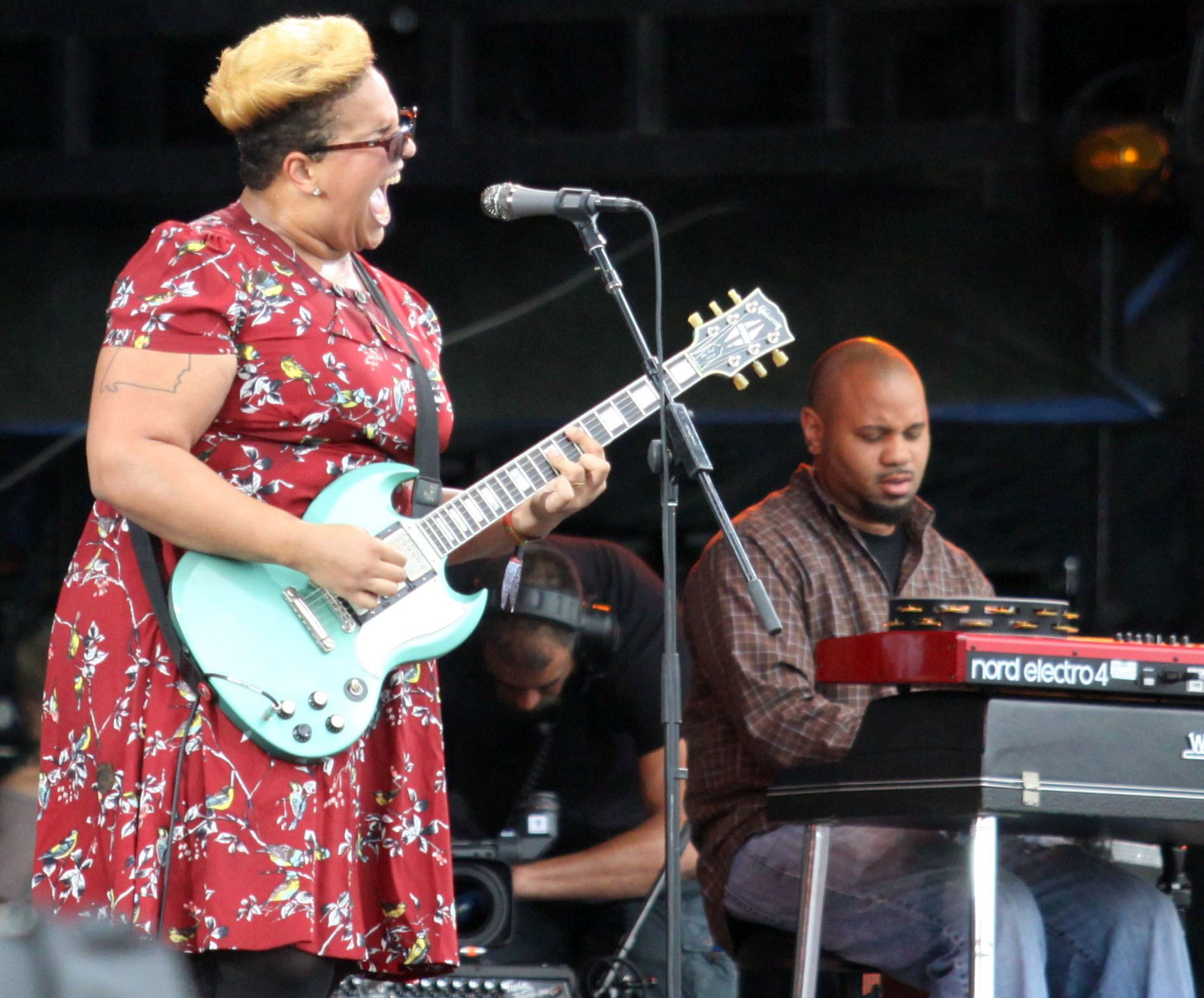
Alabama Shakes, Glastonbury Festival, 2015

La 33e édition a eu lieu du 26 au 28 juin. Elle accueille 135 000 festivaliers Le prix du ticket est de 225 £.
Programmation :
- Florence and the Machine (remplaçait Foo Fighters), Kanye West, The Who, Lionel Richie, Motörhead, Pharrell Williams, Paul Weller, Alt-J, George Ezra, Patti Smith, The Chemical Brothers, Special Guests, Mary J. Blige, Alabama Shakes, Paloma Faith, Rudimental, Deadmau5, Jamie T, Ben Howard, Hot Chip, The Mothership Returns – George Clinton, Parliament, Funkadelic & the Family Stone, Flying Lotus, Fka Twigs, Caribou, Roy Ayers, Run the Jewels, Mark Ronson, Super Furry Animals, Belle & Sebastian, The Vaccines, Ryan Adams, Chronixx, Future Islands, George Ezra, The Waterboys, The Moody Blues, Suede, Ffs (Franz Ferdinand & Sparks), The Maccabees, Enter Shikari, Modestep, Clean Bandit, Jessie Ware, Courtney Barnett, Jon Hopkins, Spiritualized, Jamie xx, Mavis Staples, Hozier, Father John Misty, The Fall, Todd Terje & the Olsens, Gregory Porter, Jungle, Sleaford Mods, Catfish & the Bottlemen, Azealia Banks, Young Fathers, Charli XCX, Kasai Allstars, Sharon Van Etten, Kate Tempest, Goat, Wolf Alice, Perfume Genius, Fat White Family, Years & Years, La Roux, Death Cab for Cutie, Lianne La Havas, Death From Above 1979, Circa Waves, Peace, The Pop Group, Ibeyi, Ella Eyre, Rae Morris

#### 2016

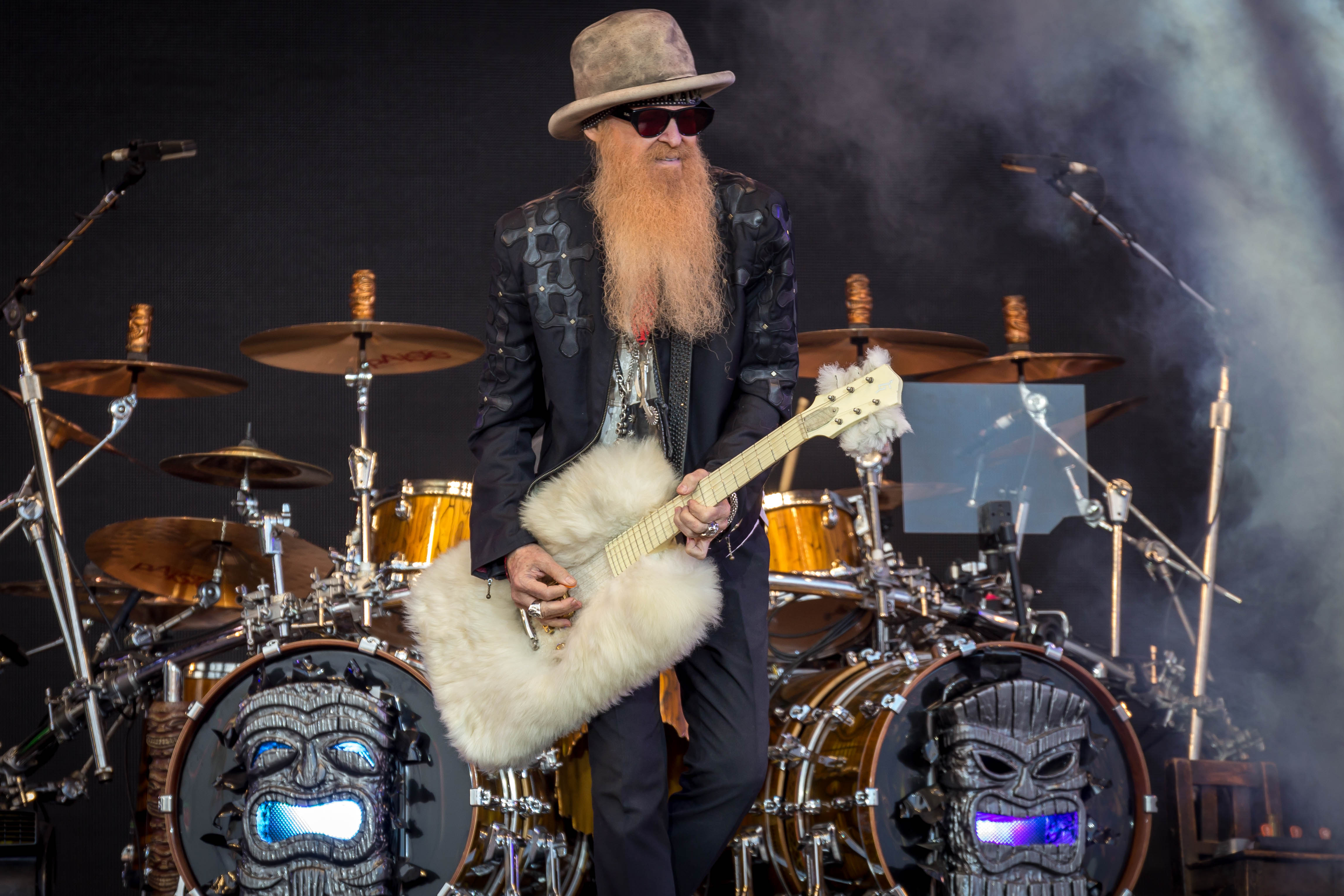
Billy Gibbons, musicien de ZZ Top, Pyramid Stage, Glastonbury Festival, 2016

La 34e édition a eu lieu du 24 au 26 juin. Elle accueille 135 000 festivaliers Le prix du ticket est de 228 £.
Programmation :
- Muse, Adele, Coldplay, DakhaBrakha[10], Foals, Beck, Jeff Lynne’s Elo, LCD Soundsystem, PJ Harvey, ZZ Top, Disclosure, New Order, Earth, Wind & Fire, Ellie Goulding, The Last Shadow Puppets, Skepta, The 1975, Grimes, Annie Mac (en), Sigur Rós, Underworld, James Blake, The Syrian National Orchestra, Savages, Floating Points (live), Laura Mvula, Stormzy, Art Garfunkel, Bring Me The Horizon, Santigold, Chvrches, Vince Staples, Daughter, Richard Hawley, The Lumineers, Gregory Porter, Ronnie Spector, Ezra Furman, M83, Kurt Vile, Mercury Rev, Jess Glynne, Madness, Wolf Alice, Baaba Maal, Ernest Ranglin, Bastille, Róisín Murphy, John Grant, Years & Years, Little Simz, Carl Cox, Nao, Fatboy Slim, Guy Garvey, Kamasi Washington, Jack Garratt, Cyndi Lauper, Explosions In The Sky, Alunageorge, Bat For Lashes, Protoje, Two Door Cinema Club, Jake Bugg, Mac Demarco, Of Monsters And Men, Dua Lipa, Unknown Mortal Orchestra, Saint Etienne, Band of Horses, Lady Leshurr, Rokia Traoré, Hinds, Blossoms, Låpsley

#### 2017

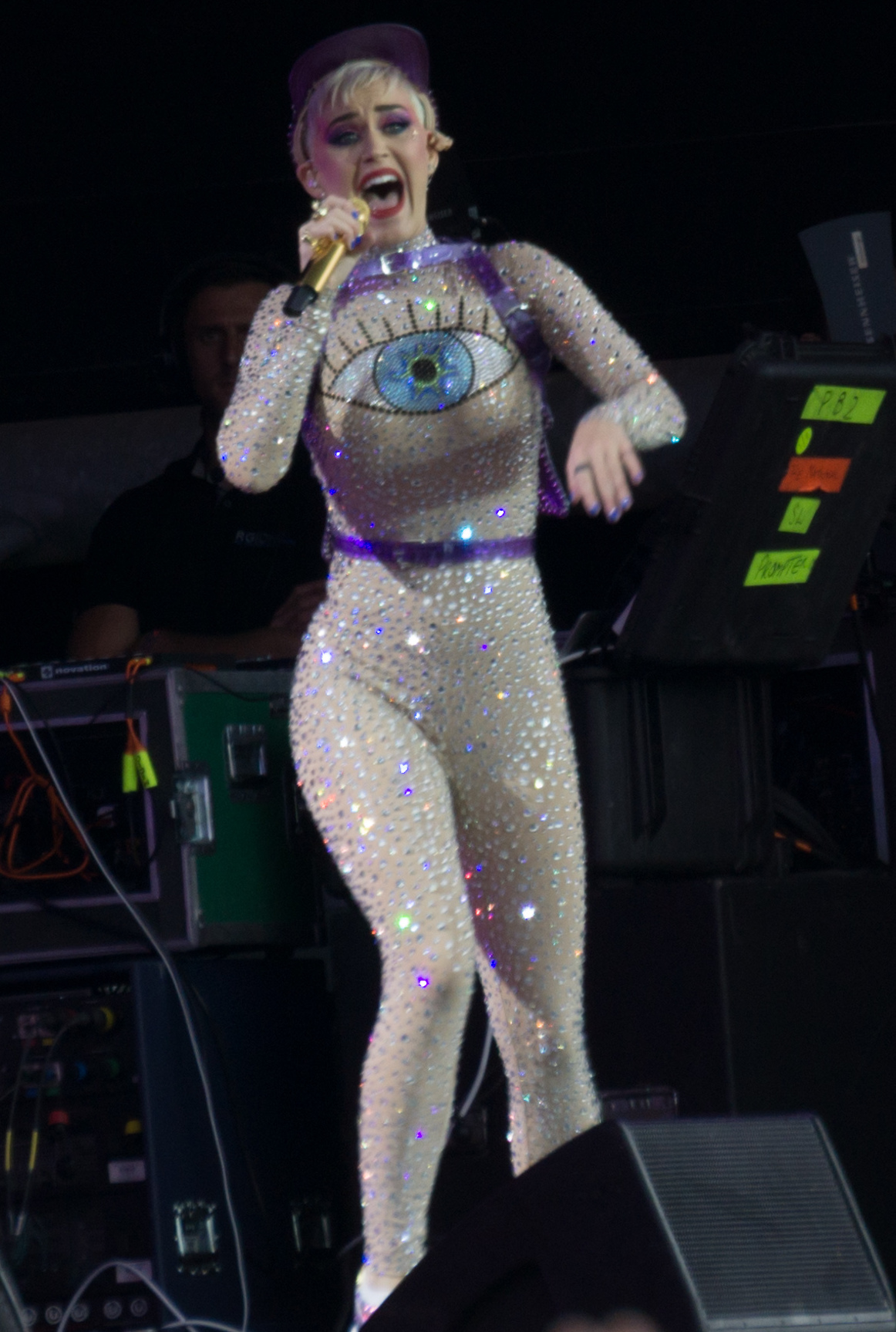
Katy Perry, Glastonbury Festival, 2017

La 35e édition a eu lieu du 23 au 25 juin. Elle accueille 135 000 festivaliers Le prix du ticket est de 238 £.
Programmation :
- Radiohead, Foo Fighters, Ed Sheeran, The XX, The National, Biffy Clyro, Katy Perry, Barry Gibb, Royal Blood, Stormzy, Chic, Major Lazer, Alt-J, Boy Better Know (en), Lorde, Solange, Run the Jewels, Laura Marling, Kris Kristofferson, The Jacksons, Emeli Sandé, Phoenix, First Aid Kit, Justice, Anderson .Paak and the Free Nationals, Haim, Toots and the Maytals, Father John Misty, The Flaming Lips, Dizzee Rascal, Warpaint, BadBadNotGood, Metronomy, Annie Mac (en), Kano, Goldfrapp, Sleaford Mods, Kate Tempest, Wiley, Dynamo, The Can Project, Thundercat, The Avalanches, Clean Bandit, George Ezra, Glass Animals, The Courteeners, Sampha, DJ Shadow, London Grammar, Ride, Songhoy Blues, Little Dragon, Kaiser Chiefs Wild Beasts, Angel Olsen, The Lemon Twigs, Nines, Moderat, Rag’n’Bone Man, Craig David, Circa Waves, Future Islands, Ani DiFranco, Nadia Rose, Shaggy, British Sea Power, Mark Lanegan, The Moonlandingz (en), Frank Carter and the Rattlesnakes, Temples, Halsey, The Cinematic Orchestra, Tove Lo, Sasha and John Digweed, Joe Goddard, Boys Noize, Kurupt FM, Noisia, Declan McKenna, Loyle Carner, Lisa Hannigan, Birdy, Martha Wainwright, All We Are, Girl Ray (en), Blossoms, Julia Jacklin, Liam Gallagher, The Killers (concert secret)

#### 2018
Pas d'édition en 2018.

#### 2019

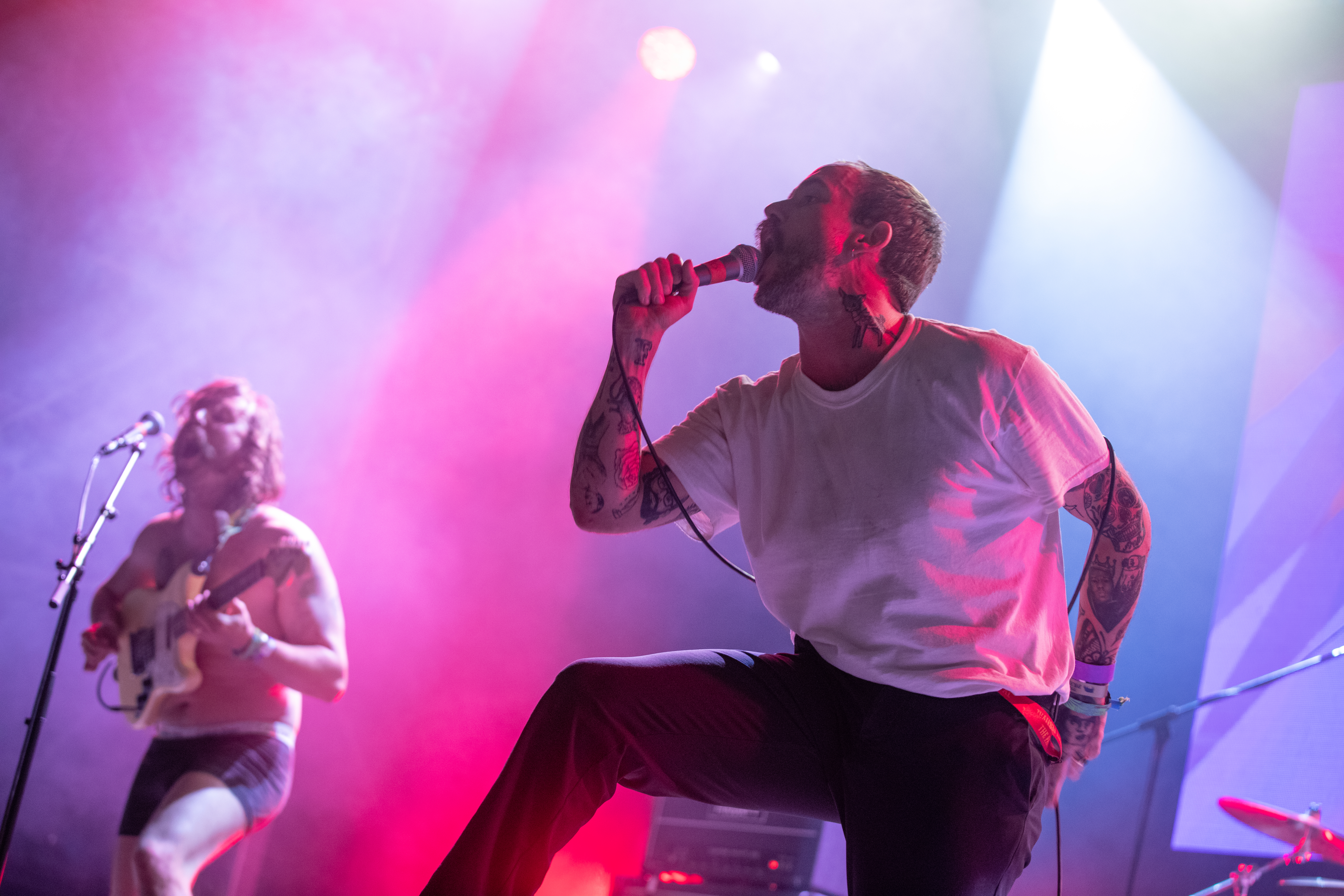
Idles, Glastonbury Festival, 2019

La 36e édition a eu lieu du 26 au 30 juin. Elle accueille 135 000 festivaliers. Le prix du ticket est de 248 £.
Programmation :
- The Killers, The Cure, Stormzy, Kylie, Janet Jackson, George Ezra, Liam Gallagher, Miley Cyrus, Tame Impala, The Chemical Brothers, Vampire Weekend, Ms. Lauryn Hill, Janelle Monae, Christine and the Queens, Two Door Cinema Club, Jorja Smith, Bastille, Hozier, Sigrid, Snow Patrol, Cat Power, Wu-Tang Clan, Anne-Marie, Years & Years, Billie Eilish, The Good, The Bad & The Queen, Hot Chip, Stefflon Don, Jon Hopkins, Santigold, The Streets, Lizzo, Kamasi Washington, IDLES, Rosalía, Johnny Marr, Diplo, Mavis Staples, Rex Orange County, Little Simz, Michael Kiwanuka, Kate Tempest, Loyle Carner, King Princess, Jungle, Neneh Cherry, Kurt Vile & The Violators, The Comet Is Coming (en), Interpol, Pale Waves, Friendly Fires, Sharon Van Etten, Pond, Sons Of Kemet, Aurora, Fat White Family, Sheryl Crow, Maribou State, Fatoumata Diawara, Bugzy Malone, Low, Sam Fender, This Is The Kit, BCUC, Shura, Slowthai

### Années 2020

#### 2020 (annulé)
La 37e édition était prévue du 24 au 28 juin. Elle fut annulée à cause de la pandémie de Covid-19. Le prix du ticket est de 265 £.[réf. nécessaire]
Programmation :
- Paul McCartney, Taylor Swift, Kendrick Lamar, Diana Ross, Noel Gallagher's High Flying Birds, Lana Del Rey, Anderson .Paak, Cage the Elephant, Camila Cabello, Candi Staton, Charli XCX, Dua Lipa, Angel Olsen, FKA Twigs, Fontaines D.C., Haim, Kacey Musgraves, Thundercat, Glass Animals, Big Thief, Crowded House, Dizzee Rascal, Elbow, Sam Fender, Happy Mondays, Herbie Hancock, The Isley Brothers, Laura Marling, Manic Street Preachers, Declan McKenna, Pet Shop Boys, Primal Scream, Spice Girls, Sinéad O'Connor, The Specials, Thom Yorke, TLC

#### 2021 (annulé)
La 38e édition était prévue du 23 au 27 juin. Elle fut annulée à cause de la pandémie de Covid-19. Le prix du ticket est de 20 £.[réf. nécessaire]
Programmation :
- Coldplay, Haim, Jorja Smith, Idles, Kano, Wolf Alice, Michael Kiwanuka, Damon Albarn, The Smile, George Ezra, Róisín Murphy

#### 2022

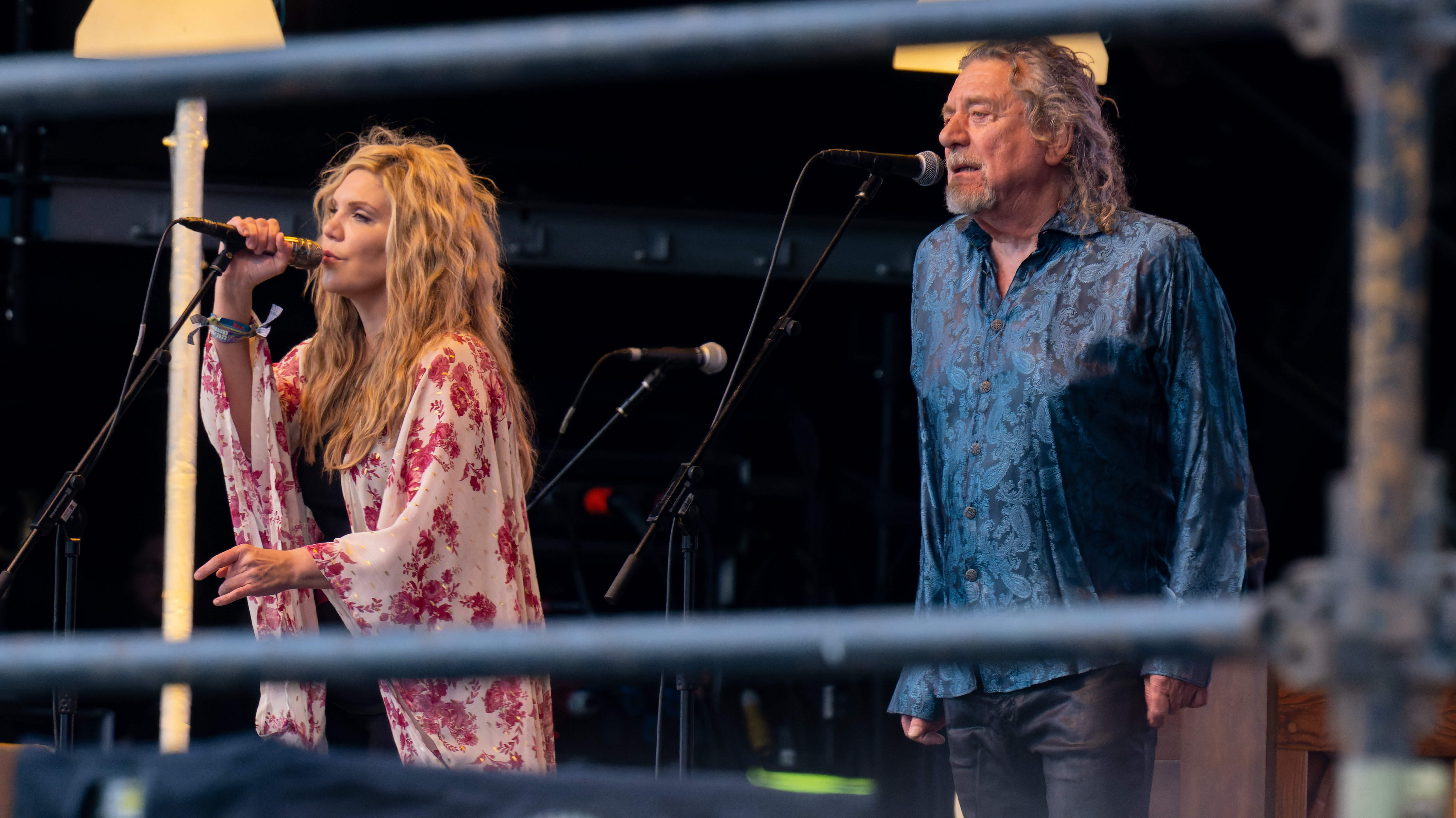
Alison Krauss et Robert Plant, Glastonbury Festival, 2022

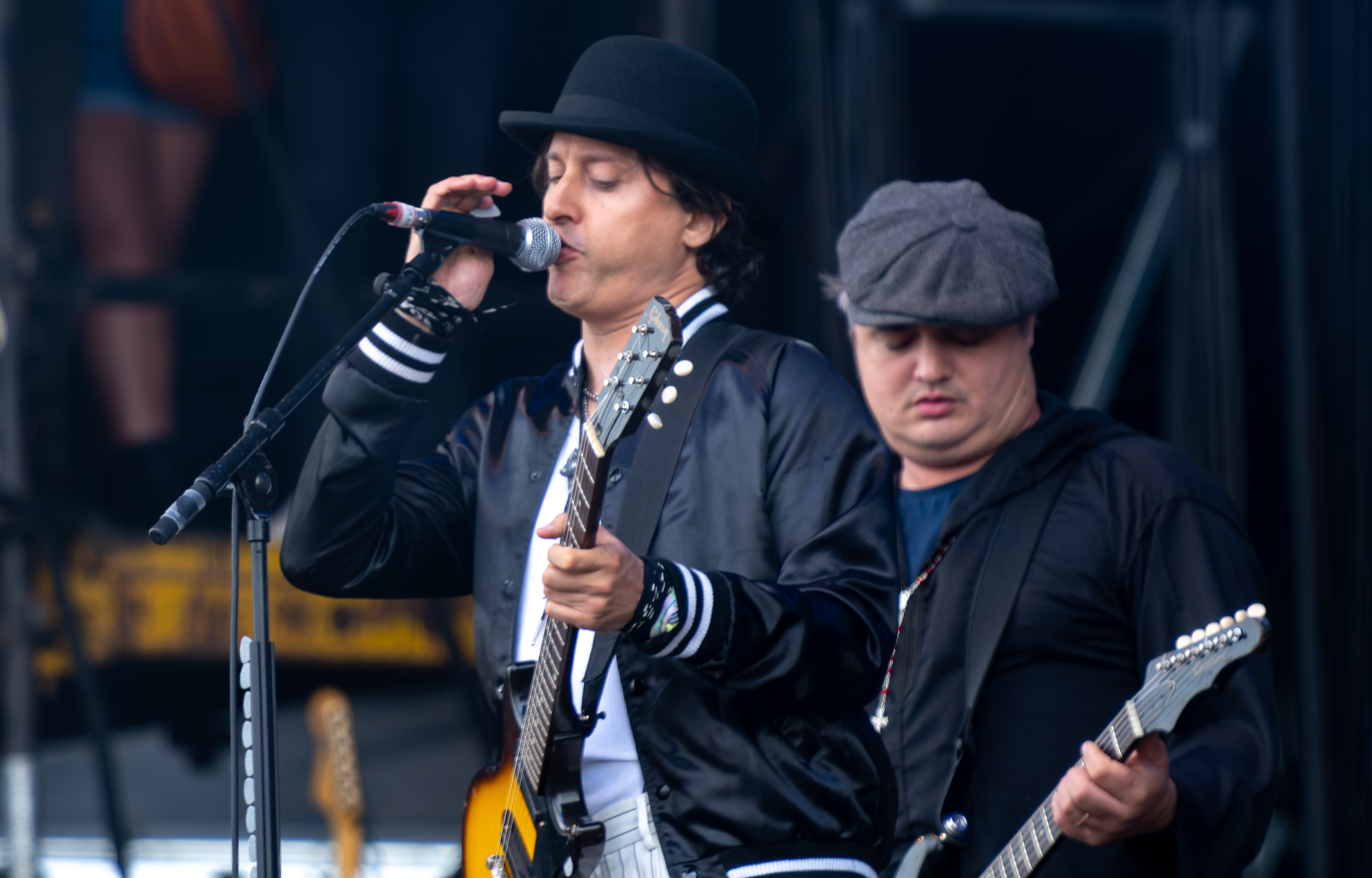
The Libertines, Glastonbury Festival, 2022

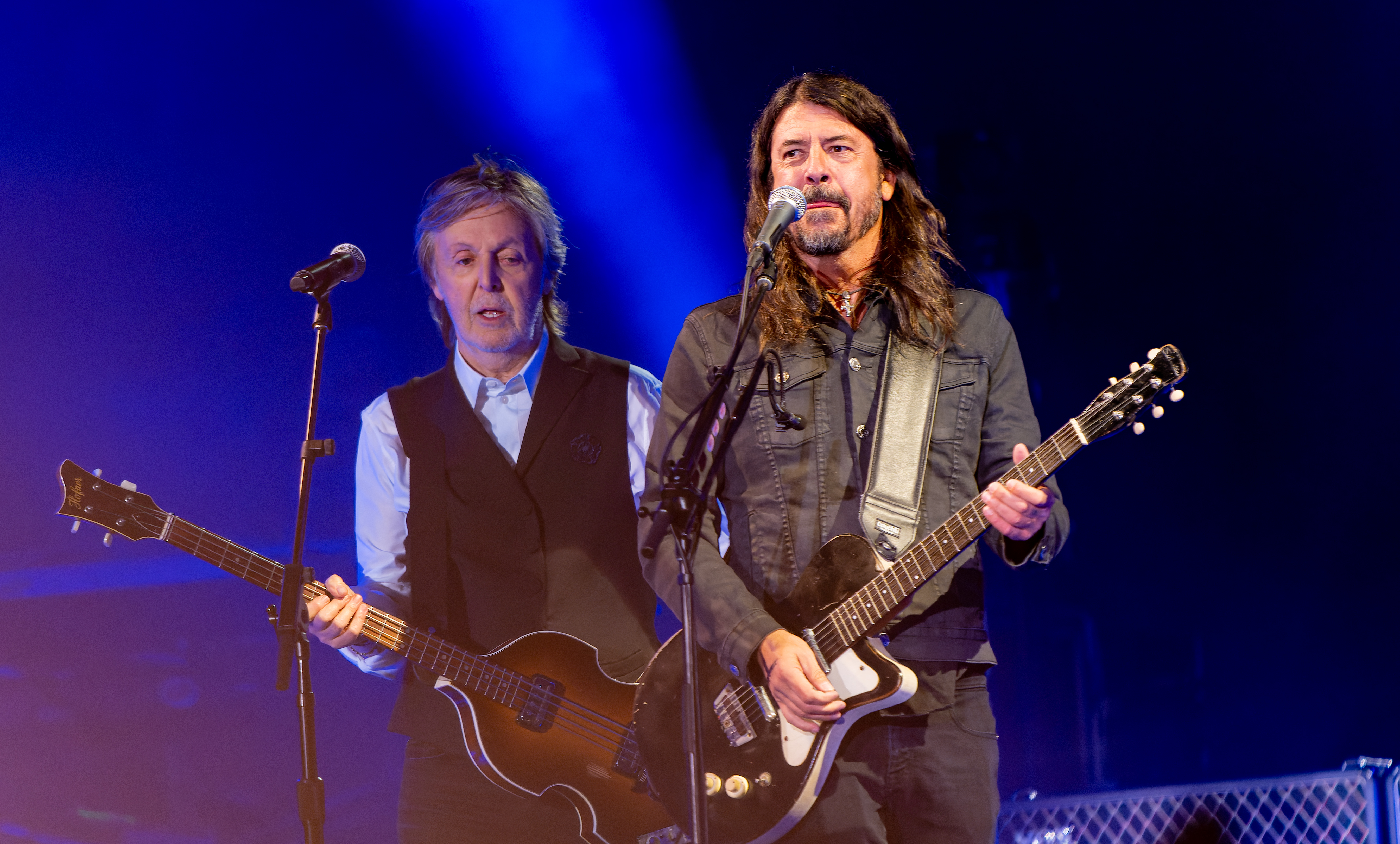
Paul McCartney et Dave Grohl, Glastonbury Festival, 2022

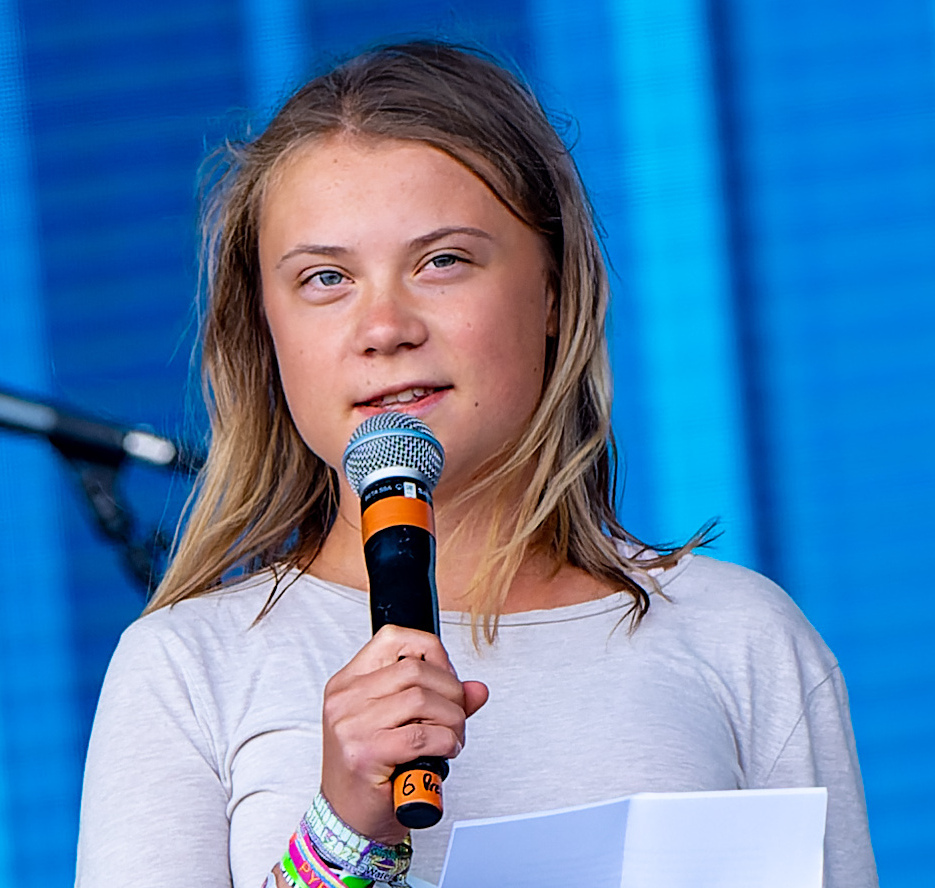
Greta Thunberg, Glastonbury Festival, 2022

La 39e édition a lieu du 22 au 26 juin. Elle accueille 142 000 festivaliers. Le prix du ticket est de 265 £.
Programmation :
| Pyramid Stage                  | Other Stage    | Welst Holts Stage    | John Peel Stage           | The Park Stage | Acoustic Stage                   |
| ------------------------------ | -------------- | -------------------- | ------------------------- | -------------- | -------------------------------- |
| Billie Eilish                  | Foals          | Little Simz          | Primal Scream             | Four Tet       | Paul Heaton & Jacqui Abbott (en) |
| Sam Fender                     | St. Vincent    | Bonobo               | The Jesus and Mary Chain  | Khruangbin     | The Undertones                   |
| Robert Plant and Alison Krauss | Idles          | Seun Kuti & Egypt 80 | Phoebe Bridgers           | Saint Etienne  | Brian Kennedy                    |
| Wolf Alice                     | Supergrass     | TLC                  | Sigrid                    | Arlo Parks     | Mary Coughlan                    |
| Crowded House                  | First Aid Kit  | Sleaford Mods        | Girl in Red               | Dry Cleaning   | The Mariachis                    |
| Rufus Wainwright               | Blossoms       | Greentea Peng (en)   | Inhaler                   | Confidence Man | Irish Mythen (en)                |
| Ziggy Marley                   | Kae Tempest    | Aroojaftab           | Griff                     | Wet Leg        | Pavey Ark                        |
| Ziggy Marley                   | The Libertines | Nubiyan Twist        | Bad Boy Chiller Crew (en) | Orlando Weeks  | Roseanne Reid                    |
| Ziggy Marley                   | The Libertines | Nubiyan Twist        | English Teacher           | Matilda Mann   | Novelty Island                   |

| Avalon Stage                   | Left Field                                                  | Arcadia                                    | Sonic                                    |
| ------------------------------ | ----------------------------------------------------------- | ------------------------------------------ | ---------------------------------------- |
| Reef                           | Billy Bragg                                                 | Carl Cox B2B Chase and Status (Jungle Set) | Patrick Topping (en) B2B Eats Everything |
| Sugababes                      | Jamie Webster (en)                                          | Groove Armada (DJ)                         | Fatboy Slim                              |
| Nick Mulvey                    | Dylan John Thomas                                           | Bonobo (DJ)                                | Anz                                      |
| Tanita Tikaram                 | Brooke Combe                                                | Jon Hopkins (DJ)                           | Denis Sulta                              |
| The War and Treaty (en)        | Table ronde                                                 | Ishmael Ensemble (DJ)                      | Tsha                                     |
| The War and Treaty             | Débats : Neurodiversité - Le combat pour les droits humains | Ishmael Ensemble (DJ)                      | Jaguar                                   |
| Baskery                        | Débats : Solidarité avec l'Ukraine                          | Ishmael Ensemble (DJ)                      | Eclair Fifi (en)                         |
| Hobo Jones & The Junkyard Dogs | Débats : Solidarité avec l'Ukraine                          | Ishmael Ensemble (DJ)                      | Sarah Story                              |
| Hobo Jones & The Junkyard Dogs | Débats : Solidarité avec l'Ukraine                          | Ishmael Ensemble (DJ)                      | Daisy Moon                               |

| Pyramid Stage                      | Other Stage         | Welst Holts Stage  | John Peel Stage   | The Park Stage  | Acoustic Stage     |
| ---------------------------------- | ------------------- | ------------------ | ----------------- | --------------- | ------------------ |
| Paul McCartney                     | Megan Thee Stallion | Róisín Murphy      | Jamie T           | Jessie Ware     | The Waterboys      |
| Noel Gallagher's High Flying Birds | Burna Boy           | Caribou            | Yungblud          | Mitski          | Ralph McTell       |
| Haim                               | Olivia Rodrigo      | Leon Bridges       | Ghetts            | The Avalanches  | Scouting for Girls |
| Greta Thunberg                     | Glass Animals       | Celeste            | Pa Salieu (en)    | Big Thief       | Tony Christie      |
| AJ Tracey                          | Metronomy           | Yves Tumor (en)    | Beabadoobee       | Squid           | Chris Difford (en) |
| Easy Life                          | Skunk Anansie       | Black Midi         | Self Esteem       | Sampa the Great | Grianne Duffy      |
| Joy Crookes                        | Tems                | Brass Against (en) | Holly Humberstone | Gabriels        | Laura Veirs        |
| Les Amazones d'Afrique             | Hak Baker           | Kikagaku Moyo (en) | Enny              | Katy J Pearson  | Katherine Priddy   |
| Les Amazones d'Afrique             | Hak Baker           | Kikagaku Moyo (en) | Go A              | Yasmin Williams | 49th & Main        |
| Les Amazones d'Afrique             | Hak Baker           | Kikagaku Moyo (en) | Go A              | Yasmin Williams | Tom Webber         |

| Avalon Stage           | Left Field                                       | Arcadia                            | Sonic                          |
| ---------------------- | ------------------------------------------------ | ---------------------------------- | ------------------------------ |
| The Hoosers            | Yard Act (en)                                    | CamelPhat B2B Patrick Topping (en) | Overmono (en) - Live           |
| Lamb                   | Billy Nomates                                    | Calvin Harris                      | HAAi                           |
| Ward Thomas            | Kam-Bu                                           | Four Tet                           | Romy                           |
| Dr. John Cooper Clarke | Asylums                                          | Kurupt FM                          | Ross from Friends - Live       |
| Tom Robinson Band      | Table ronde                                      | DJ EZ                              | Logic1000                      |
| Molotov Jukebox        | Débats : Avenir pour l'urgence climatique        | Nia Archives                       | Elkka                          |
| Grace Petrie           | Débats : État de la nation : Politiques en crise | Nia Archives                       | Sofia Kourtesis - Live         |
| The Longest Johns      | Débats : État de la nation : Politiques en crise | Nia Archives                       | Kiara Scuro                    |
| Nia Wyn                | Débats : État de la nation : Politiques en crise | Nia Archives                       | Warehouse Preservation Society |

| Pyramid Stage   | Other Stage        | Welst Holts Stage       | John Peel Stage          | The Park Stage    | Acoustic Stage      |
| --------------- | ------------------ | ----------------------- | ------------------------ | ----------------- | ------------------- |
| Kendrick Lamar  | Pet Shop Boys      | Bicep                   | Charli XCX               | Courtney Barnett  | Suzanne Vega        |
| Lorde           | Years & Years      | Angélique Kidjo         | Little Dragon            | Jarv Is           | The Shires (en)     |
| Elbow           | Kacey Musgraves    | Koffee                  | Turnstile                | Jack White        | The Bootleg Beatles |
| Diana Ross      | Fontaines D.C.     | Snarky Puppy            | Amyland and the Sniffers | Caroline Polachek | Fisherman's Friends |
| Herbie Hancock  | Declan McKenna     | Nubya Garcia (en)       | Clairo                   | Cate Le Bon (en)  | Glenn Tilbrook      |
| DakhaBrakha     | Lianne La Havas    | Nightmares on Wax       | George Ezra              | Warmduscher       | Damien Dempsey      |
| Black Dyke Band | Sea Girls          | Emma-Jean Thackray (en) | Sports Team              | Big Joanie (en)   | Errol Linton        |
| Black Dyke Band | Kojey Radical (en) | Ishmael Ensemble        | Just Mustard (en)        | Deep Throat Choir | Chloe Foy           |
| Black Dyke Band | Kojey Radical (en) | Ishmael Ensemble        | Just Mustard (en)        | Deep Throat Choir | Lewis McLaughlin    |
| Black Dyke Band | Kojey Radical (en) | Ishmael Ensemble        | Just Mustard (en)        | Deep Throat Choir | Megan McKenna       |

| Avalon Stage                | Left Field                                                            | Arcadia                                                                   | Sonic                                                      |
| --------------------------- | --------------------------------------------------------------------- | ------------------------------------------------------------------------- | ---------------------------------------------------------- |
| The Dualers (en)            | Yola                                                                  | Hospitality Showcase : Spy B2B Grafix B2B Unglued Feat Carasel MC & Solah | Sasasas                                                    |
| Imelda May                  | The Regrettes                                                         | Sub Focus B2B Dimension Feat ID                                           | Hybrid Minds w/ Tempza and Charlotte Haining               |
| Orla Gartland               | The Magic Numbers                                                     | Daniel Avery B2B VTSS                                                     | Critical - Kasra, Enei, Halogenix w/ Jakes and Charli Brix |
| McFly                       | Las Adelitas                                                          | AfroDeutsche                                                              | Problem Central                                            |
| Kate Rusby                  | Table ronde                                                           | Tsha                                                                      | Hospital - Metrik, Whitey, B2B Lens, Inja                  |
| P. P. Arnold                | Débats : Black Lives Matter et au-delà avec la surveillance policière | Tsha                                                                      | A.M.C Ft Phantom                                           |
| Peat & Diesel               | Débats : Défier la crise du coût de la vie                            | Tsha                                                                      | Koven                                                      |
| Ferris & Sylvester          | Débats : Défier la crise du coût de la vie                            | Tsha                                                                      | D*Minds, Dazee B2B Euphonique and Critical Impact          |
| Citizens of the World Choir | Débats : Défier la crise du coût de la vie                            | Tsha                                                                      | Natty Lou B2B Ama                                          |

#### 2023

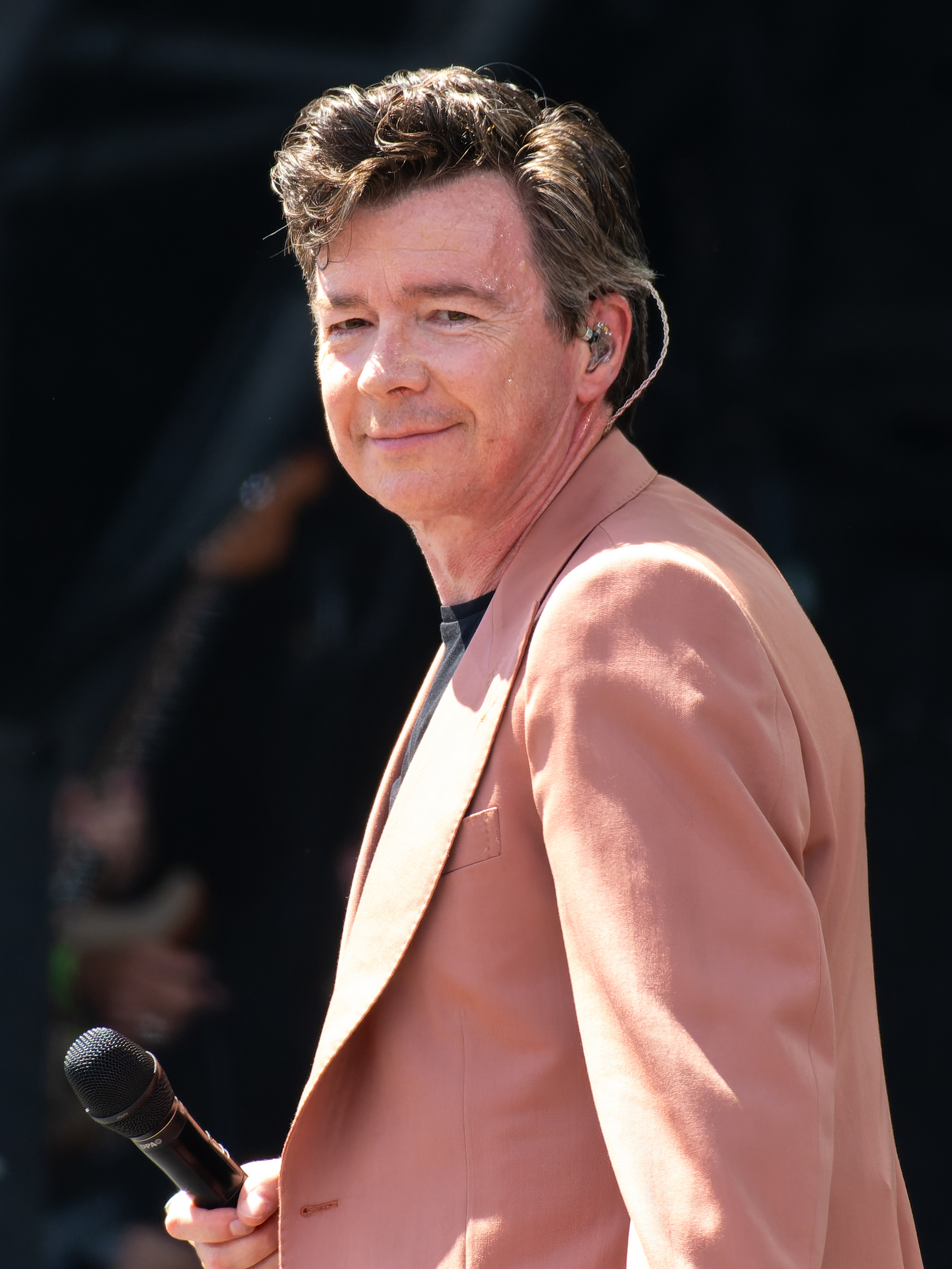
Rick Astley, Glastonbury Festival, 2023

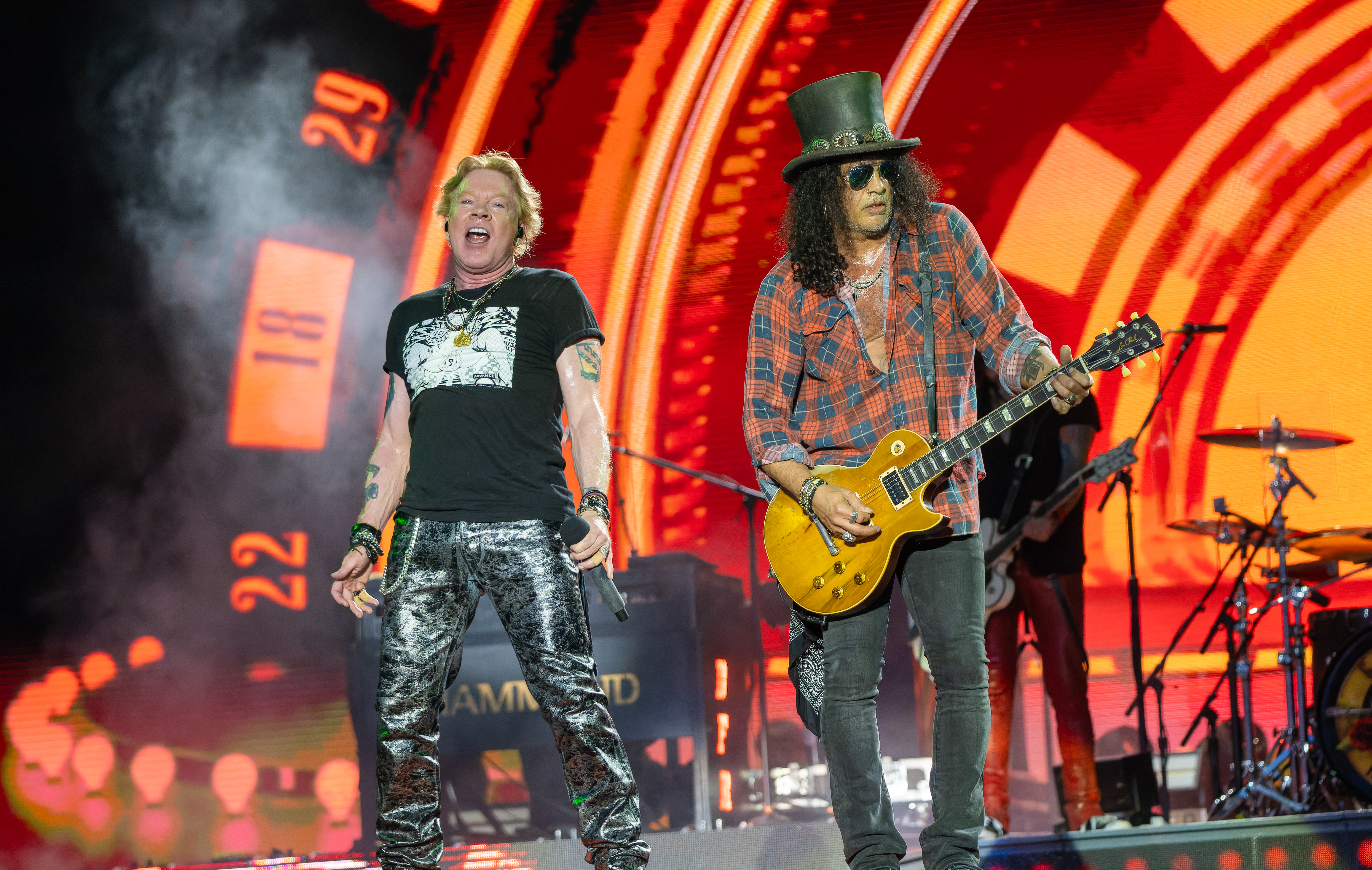
Guns N' Roses, Glastonbury Festival, 2023

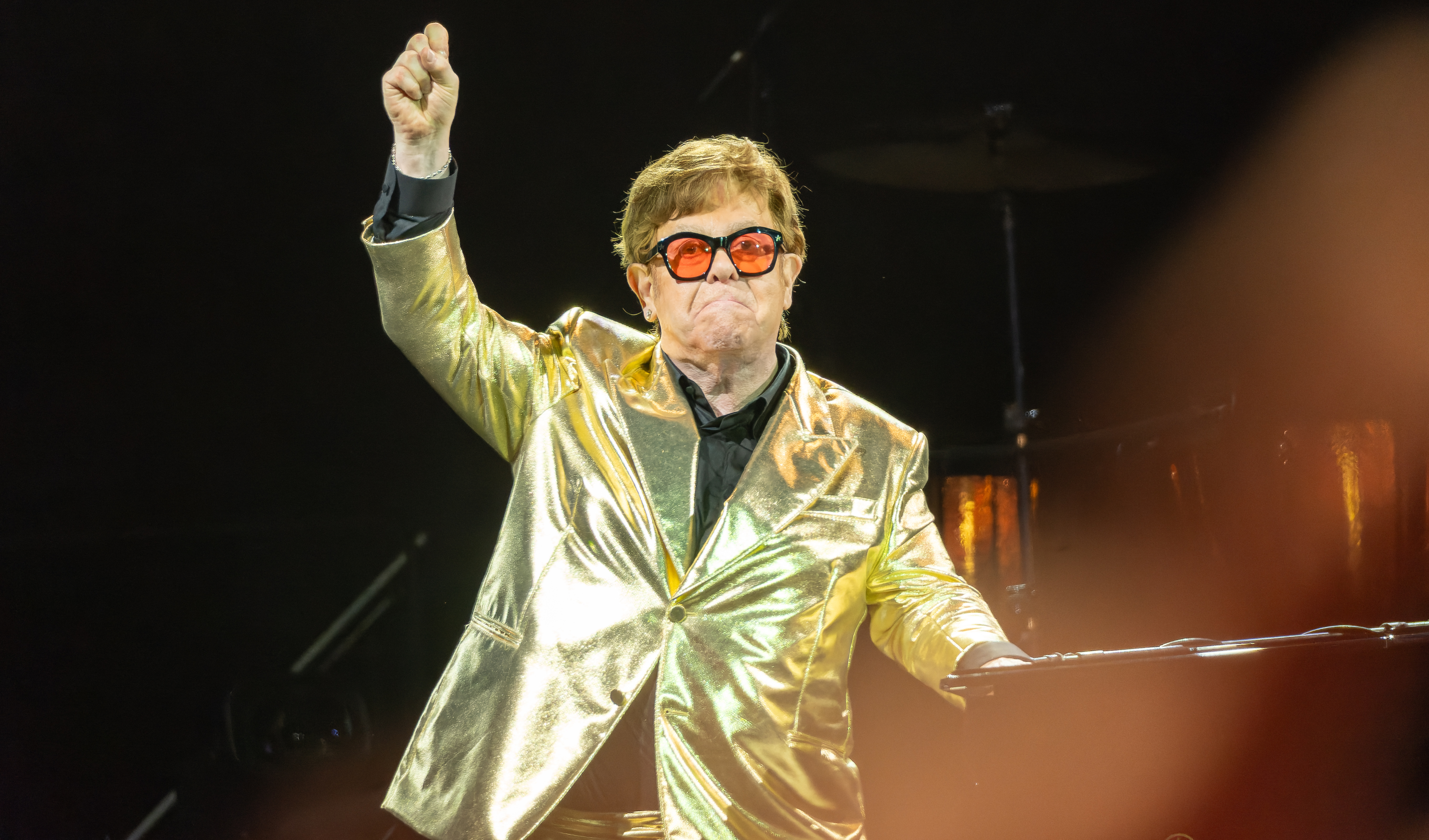
Elton John, Glastonbury Festival, 2023

La 40e édition du festival a eu lieu du 21 au 25 juin. Le prix du ticket est de 335 £.
Programmation :
| Pyramid Stage                    | Other Stage      | Welst Holts Stage  | Woodsies     | The Park Stage           | Acoustic Stage                   |
| -------------------------------- | ---------------- | ------------------ | ------------ | ------------------------ | -------------------------------- |
| The Master Musicians of Joujouka | Ben Howard       | Star Feminine Band | The Sixsters | Adwaith                  | Al Lewis                         |
| Masie Peters                     | The Hives        | Yaya Bey           | Bru-C        | Alabaster Deplume        | Allison Russell                  |
| Stefflon Don                     | Lightning Seeds  | ADG7               | Flo          | Los Bitchos              | Sniff' N' The Tears              |
| Texas                            | Carly Rae Jespen | Louis Cole         | Digga D      | Billy Nomates            | Martin Stephenson & The Daintees |
| The Churnups                     | Chvrches         | Gabriels           | Pale Waves   | Unknown Mortal Orchestra | The Mary Wallopers               |
| Royal Blood                      | Fred Again..     | Joey Bada$$        | Courteeners  | The Comet is Coming      | Steve Earle                      |
| Arctic Monkeys                   | Wizkid           | Young Fathers      | Hozier       | Shygirl                  | Gavin James                      |
| Arctic Monkeys                   | Wizkid           | Kelis              | Warpaint     | Sparks                   | The Saw Doctors                  |
| Arctic Monkeys                   | Wizkid           | Kelis              | Hot Chip     | Fever Ray                | The Saw Doctors                  |

| Avalon Stage              | Left Field | Arcadia                        | The Levels                |
| ------------------------- | --- | ------------------------------ | ------------------------- |
| Hobo Jones & The Junkyard | Débats : Femme, vie, liberté : Solidarité avec l'Iran : avec Aghileh Djafari-Marbini, Nazanin Zaghari-Ratcliffe, Pardis Shafafi, Shappi Khorsandi, Hanan Abdalla | Elkka                          | Pretty Girl               |
| Fanny Lumsden             | Débats : Cette terre est votre terre : Le combat pour la nature : avec Black Girls Hike, Claire Ratinon, Right to Roam, Surfers against Sewage, John Harris      | The Chemical Brothers (DJ Set) | Manami B2B Demi Riquísimo |
| Jamie Webster             | Table-ronde radicale : Billy Bragg, Tara Lily, Sam Lee, David Rovics                                                                                             | Floating Points B2B Daphni     | La La                     |
| Lottery Winners           | Deadletter | Sherelle                       | Jayda G                   |
| Laura Mvula               | Cassyette | Sherelle                       | Folamour                  |
| Xavier Rudd               | Benefits | Sherelle                       | Ewan McVicar B2B Kettama  |
| Freya Ridings             | Billy Bragg | Sherelle                       | Camelphat                 |
| The Damned                | Billy Bragg | Sherelle                       | Eli Brown                 |
| The Damned                | Billy Bragg | Sherelle                       | TBA                       |
| The Damned                | Billy Bragg | Sherelle                       | LF System                 |

| Pyramid Stage   | Other Stage            | Welst Holts Stage | Woodsies                                  | The Park Stage   | Acoustic Stage                       |
| --------------- | ---------------------- | ----------------- | ----------------------------------------- | ---------------- | ------------------------------------ |
| Rick Astley     | The Unthanks           | Say She She       | The Last Dinner Party                     | Max Richter      | Clare Sands                          |
| Raye            | The Lathums            | Kanda Bongo Man   | Wunderhorse                               | James Ellis Ford | Katya                                |
| Amadou & Mariam | Tom Grennan            | Sudan Archives    | Working Men's Club                        | Flohio           | Roo Panes                            |
| Aitch           | Generation Sex         | Third World       | The Murder Capital                        | Jockstrap        | The Magic Numbers                    |
| Lewis Capaldi   | Maggie Rogers          | Jacob Collier     | Shame                                     | Obongjayar       | The Sharon Shannon Trio              |
| Lizzo           | Manic Street Preachers | Ezra Collective   | Rick Astley & Blossoms perform The Smiths | Tinariwen        | Badly Drawn Boy                      |
| Guns N' Roses   | Central Cee            | Mahalia           | Måneskin                                  | The Pretenders   | Richard Thompson                     |
| Guns N' Roses   | Lana Del Rey           | Loyle Carner      | Rina Sawayama                             | Leftfield        | Glenn Tilbrook and Beautiful Landing |
| Guns N' Roses   | Lana Del Rey           | Loyle Carner      | Christine and the Queens                  | Fatboy Slim      | Glen Hansard                         |
| Guns N' Roses   | Lana Del Rey           | Loyle Carner      | Christine and the Queens                  | Fatboy Slim      | Paul Carrack                         |

| Avalon Stage             | Left Field | Arcadia                            | The Levels                                                                       |
| ------------------------ | --- | ---------------------------------- | -------------------------------------------------------------------------------- |
| Cable Street Collective  | Débats : Une minute avant minuit : Les politiques peuvent-elles réaliser l'action climatique ? avec Areeba Hamid, Ed Milband MP, Sepi Golzari-Munro, Nick Anim, John Harris | Dr Banana                          | Goddard. with Tempza                                                             |
| Holy Moly & The Crackers | Débats : Peut-on sauver la NHS ? avec Migrants Organise, We own it, Dr Sonia Adesara, Dr Rosena Allin Khan MP, Minnie Rahman                                                | Chloe Robinson B2B Plastician      | 4AM KRU                                                                          |
| Beans on Toast           | Table ronde radicale : Billy Bragg, Jamie Webster, Rianne Downey | MK                                 | Flava D                                                                          |
| Joanne Shaw Taylor       | Big Joanie | Skepta B2B Jammer                  | Digital Mystikz (Mala & Coki)                                                    |
| Fisherman's Friends      | Delilah Bon | Skream B2B Interplanetary Criminal | Sicaria                                                                          |
| Gabrielle Aplin          | Crawlers | VTSS                               | Sicaria with P Money                                                             |
| Jake Shears              | Kid Kapichi | VTSS                               | Sub Focus DJ Set & ID                                                            |
| Melanie C                | Dréya Mac | VTSS                               | Girls Don't Sync                                                                 |
| Vintage Trouble          | Dréya Mac | VTSS                               | Katy B B2B Emerald                                                               |
| Vintage Trouble          | Dréya Mac | VTSS                               | Nia Archives presents Up Ya Archives : Nia Archives, Izco & Reek0, Vanessa Maria |

| Pyramid Stage                                   | Other Stage             | Welst Holts Stage | Woodsies          | The Park Stage                  | Acoustic Stage                                |
| ----------------------------------------------- | ----------------------- | --- | ----------------- | ------------------------------- | --------------------------------------------- |
| The Bristol Reggae Orchestra and Windrush Choir | Mother Sky              | Skinny Pelembe | The Love Buzz     | John Francis Flynn              | Angeline Morrison                             |
| Sophie Ellis-Bextor                             | Eaves Wilder            | Beth Orton | CMAT              | Gwenno                          | Naomi Kimpenu (ETC Finalist)                  |
| The Chicks                                      | Nova Twins              | Black Country, New Road | The Big Moon      | Charlotte Adigery & Bolis Pupul | Kathryn Roberts & Sean Lakeman                |
| Yusuf / Cat Stevens                             | The Teskey Brothers     | Speakers Corner Quartet featuring Coby Sey, Tirzah, Confucius MC., Joe Armon-Jones, Lea Sen, Kae Tempest, Leilah, James Massiah, Tawiah and Shakaba Hutchings | Cat Burns         | Weyes Blood                     | Rumer                                         |
| Blondie                                         | Dermot Kennedy          | The Hu | Slowdive          | Viagra Boys                     | Bird on the Wire : The Songs of Leonard Cohen |
| Lil Nas X                                       | Becky Hill              | Barrington Levy | Editors           | Alison Goldfrapp                | Toyah Willcox & Robert Fripp                  |
| Elton John                                      | The War on Drugs        | Candi Staton | Caroline Polachek | Thundercat                      | Laura Cantrell                                |
| Elton John                                      | Queens of the Stone Age | Rudimental | Phoenix           | Alt-J                           | The Bootleg Beatles                           |
| Elton John                                      | Queens of the Stone Age | Rudimental | Phoenix           | Alt-J                           | Gilbert O'Sullivan                            |
| Elton John                                      | Queens of the Stone Age | Rudimental | Phoenix           | Alt-J                           | Rickie Lee Jones                              |

| Avalon Stage                       | Left Field | Arcadia                                                        | The Levels              |
| ---------------------------------- | --- | -------------------------------------------------------------- | ----------------------- |
| N'Famady Kouyaté                   | Débats : Le pouvoir dans un syndicat : Une année de grèves et de solidarité, avec une infirmière et un professeur gréviste, Pat Cullen (RCN), Miatta Fahnbulleh, John Harris | Dubkasm                                                        | Suchi                   |
| Hannah Williams & The Affirmations | Débats : Vérité, justice et changement pour Grenfell ? avec des privés et survivants de Grenfell United, Nim Ralph                                                           | Ruffneck Ting 30 ft Dazee, Europhonique, Jenni Grooves & Jakes | Hagop Tchaparian        |
| Cara Dillon                        | Table ronde radicale : Billy Bragg, Hannah Grae, Tyla Jay, Mick Thomas and Jen Anderson                                                                                      | DJ Flight                                                      | Mella Dee B2B Tai Lokun |
| Elvana                             | Tom A. Smith | DJ Q B2B Yung Singh                                            | Salute B2B DJ Boring    |
| Will Young                         | Lime Garden | Hybrid Minds Ft Tempaz                                         | Gerd Janson             |
| Far From Saints                    | Lottery Winners | Wilkinson                                                      | Taahliah                |
| Lissie                             | Cavetown | Wilkinson                                                      | Batu B2B Anz            |
| Mica Paris                         | Cavetown | Wilkinson                                                      | Saoirse                 |
| Neville Staple - From the Specials | Cavetown | Wilkinson                                                      | Daphni                  |

#### 2024
L'édition 2024 est prévue du 26 au 30 juin.
| Pyramid          | Other                 | West Holts         | Woodsies         | The Park           | Scène non définie |
| ---------------- | --------------------- | ------------------ | ---------------- | ------------------ | ----------------- |
| Dua Lipa         | Idles                 | Jungle             | Jamie XX         | Fontaines D.C.     | Faithless         |
| Coldplay         | Disclosure            | Jessie Ware        | Gossip           | Peggy Gou          | Honey Dijon       |
| SZA              | The National          | Justice            | James Blake      | London Grammar     | DJ Spen           |
| Shania Twain     | D-Block Europe        | Heilung            | Sampha           | King Krule         | Eliza Rose        |
| LCD Soundsystem  | The Streets           | Masego             | Sleaford Mods    | Orbital            | Bonobo            |
| Little Simz      | Two Door Cinema Club  | Nia Archives       | Romy             | Ghetts             | Skream & Benga    |
| Burna Boy        | Anne-Marie            | Danny Brown        | Declan McKenna   | Aurora             | Flowerovlove      |
| PJ Harvey        | Camila Cabello        | Black Pumas        | Yard Act         | The Breeders       |                   |
| Cyndi Lauper     | Avril Lavigne         | Brittany Howard    | Arlo Parks       | Mount Kimbie       |                   |
| Michael Kiwanuka | Bombay Bicycle Club   | Sugababes          | Alvvays          | Dexys              |                   |
| Janelle Monae    | Bloc Party            | Nitin Sawhney      | Fat White Family | Lankum             |                   |
| Seventeen        | The Last Dinner Party | Jordan Rakei       | Blondshell       | Baxter Dury        |                   |
| Paul Heaton      | Nothing But Thieves   | Asha Puthli        | Kenya Grace      | This Is The Kit    |                   |
| Keane            | Confidence Man        | Noname             | Soccer Mommy     | Aroodj Aftab       |                   |
| Paloma Faith     | Headie One            | Corinne Bailey Rae | Remi Wolf        | Mdou Moctar        |                   |
| Olivia Dean      |                       | Steel Pulse        | Mannequin Pussy  | The Mary Wallopers |                   |
| Ayra Starr       |                       | Squid              | Newdad           | Otoboke Beaver     |                   |
|                  |                       | Sofia Kourtesis    | High Vis         | Barry Can't Swim   |                   |
|                  |                       |                    | Kneecap          | Bar Italia         |                   |

#### 2025
Les discours de Kneecap et Bob Vylan provoquent la controverse.

## Films
3 films documentaires ont été réalisés sur le festival :
- Glastonbury Fayre (1972), réalisé par Nicolas Roeg and Peter Neal. Ce documentaire a pour objet le premier festival organisé à Worthy Farm en juin 1971.
- Glastonbury the Movie (1996), réalisé par William Beaton, Robin Mahoney and Matthew Salkeld.
- Glastonbury (2006), réalisé par Julien Temple. Ce film nous plonge dans l'histoire du festival de 1970 à 2005 à travers des vidéos d'archives.